# Deborah Norton
Deborah Norton (* 29. Januar 1944 in Croydon, Surrey) ist eine britische Schauspielerin.

## Leben
Norton wurde im späteren Londoner Stadtteil Croydon geboren. Sie besuchte eine von Quäkern geleitete Internatsschule. Ihre Schauspielausbildung absolvierte sie am Drama Centre London. Norton arbeitete als Bühnendarstellerin an zahlreichen britischen Theatern. Sie trat unter anderem am Royal Court Theatre (1978 in  Inadmissible Evidence von Nicol Williamson, Regie: John Osborne, 1979 in The London Cuckolds von Edward Ravenscroft, mit Michael Elphick, Stephanie Beacham als Partner), am Old Vic Theatre in Bristol, am Nottingham Playhouse und am Royal National Theatre (1984/1985 als Madame Pinglet in A Little Hotel On The Side, Originaltitel L'Hôtel du libre échange, von Georges Feydeau) auf.
1979 trat sie am Lyric Theatre in Hammersmith in dem Stück Waiting for the Parade von John Murrell auf. 1981 spielte sie am Lyttleton Theatre in London in der Komödie On the Razzle vom Tom Stoppard nach Motiven von Johann Nestroy. Am Shaftesbury Theatre in London spielte sie 1986 in der Komödie An Italian Straw Hat (Originaltitel: Un Chapeau de Paille d'Italie) von Eugène Labiche. 1989 spielte sie am Nuffield Theatre in Southampton in dem Theaterstück Barnaby and the Old Boys von Keith Baxter; im selben Jahr war sie auch am Aldwych Theatre in London in dem Stück Black Prince von Iris Murdoch zu sehen. 1992 trat sie am Comedy Theatre in London in dem Stück Six Degrees of Separation von John Guare auf.
Mit der Rolle der Polly Peachum in The Beggar’s Opera ging sie auch international auf Tournee, unter anderem in den Vereinigten Staaten. Norton lebte nach dem Abschluss der Beggar's Opera-Tournee einige Zeit in Greenwich Village, kehrte später aber wieder nach Großbritannien zurück. In den Vereinigten Staaten spielte sie ebenfalls Theater. Am Douglas Morrisson Theatre in Hayward übernahm sie 1989 die Rolle der Hester Salomon in dem Theaterstück Equus von Peter Shaffer.
Norton ist inzwischen in Großbritannien auch als Theaterregisseurin tätig. Am The West Yorkshire Playhouse inszenierte sie 2001 die Farce Horse and Carriage von Georges Feydeau. Norton arbeitete auch als Literaturkritikerin und schrieb Buchbesprechungen für die Sunday Times; außerdem präsentierte sie gemeinsam mit Kenneth Tynan das Arena Arts Programme.
1978 spielte Norton in der Miniserie Holocaust – Die Geschichte der Familie Weiss die Rolle der Marta Dorf, eine Patientin des jüdischen Arztes Dr. Weiss, die Weiss wegen eines Herzleidens gemeinsam mit ihrem Mann Erik, einem arbeitslosen Juristen, aufsucht. Sie treibt ihren Mann, der später Adjutant von Reinhard Heydrich wird, in die Arme der Nationalsozialisten.
Im britischen Fernsehen wurde Norton vor allem durch ihre Mitwirkung in den Fernsehserien Yes Minister und A Bit of Fry & Laurie bekannt. In der satirischen britischen Kultserie Yes, Minister spielte sie in den 1980er Jahren die Rolle der Dorothy Wainwright. Norton verkörperte die hochqualifizierte und erfahrene politische Beraterin des Premierministers; ihre Figur wurde teilweise auch als satirische Anspielung auf Margaret Thatcher verstanden.

## Filmografie
- 1969–1974: Z Cars (Fernsehserie)
- 1972: Adult Fun
- 1974: Zodiac (Fernsehserie)
- 1977: Crown Court (Fernsehserie)
- 1978: Holocaust – Die Geschichte der Familie Weiss (Holocaust)
- 1980: The Wildcats of St Trinian’s
- 1976–1981: Play for Today
- 1980: Lady Killers (Fernsehserie)
- 1980: The Wildcats of St. Trinian’s
- 1986–1988: Yes Minister (Yes, Prime Minister)
- 1987: Hardwicke House (Fernsehserie)
- 1989: A Bit of Fry & Laurie (Fernsehserie)
- 1989: Making Out (Fernsehserie)
- 1991: 2point4 Children (Fernsehserie)
- 1992: Boon (Fernsehserie)
- 1993–1995: Health and Efficiency (Fernsehserie)
- 1997: Chalk (Fernsehserie)
- 2002: Shipman (Fernsehfilm)